# Vicenza Volley 1997-1998

## Risultati ottenuti

### In Italia
- Serie A2: 4º posto, vince i play-off promozione
- Coppa Italia Serie A2: vince in finale contro Sestese Volley

## Rosa
in corsivo le giocatrici cedute a campionato in corso